# 旱芹
旱芹，又称芹菜、药芹、富菜，是伞形科芹属的植物，原生於馬卡羅尼西亞及愛爾蘭，為雙子葉植物，之後擴展至欧洲大陸，傳入非洲及亚洲，並引入到美洲及大洋洲。芹菜可作為蔬菜，主要食用部分为叶柄，叶虽然略帶苦味，但也可以食用。在中国菜中是一种常见的蔬菜，在義大利菜中也常用作爆香料。
芹菜的三個主要分支品種：
- 西洋芹 A. graveolens var. dulce，为目前最广泛可见的品种。葉、莖、根、果實全可食用。種子可取油及製香辛料。
- 根芹 A. graveolens var. rapaceum 原於西方國家栽種，根可食用。
- 土芹 A. graveolens var. secalinum 为東亞品種，比西芹細小，叶大味浓，茎、叶供食用，也叫本芹、毛芹、唐芹、小香芹，是中国最早種植的品種。

## 特性

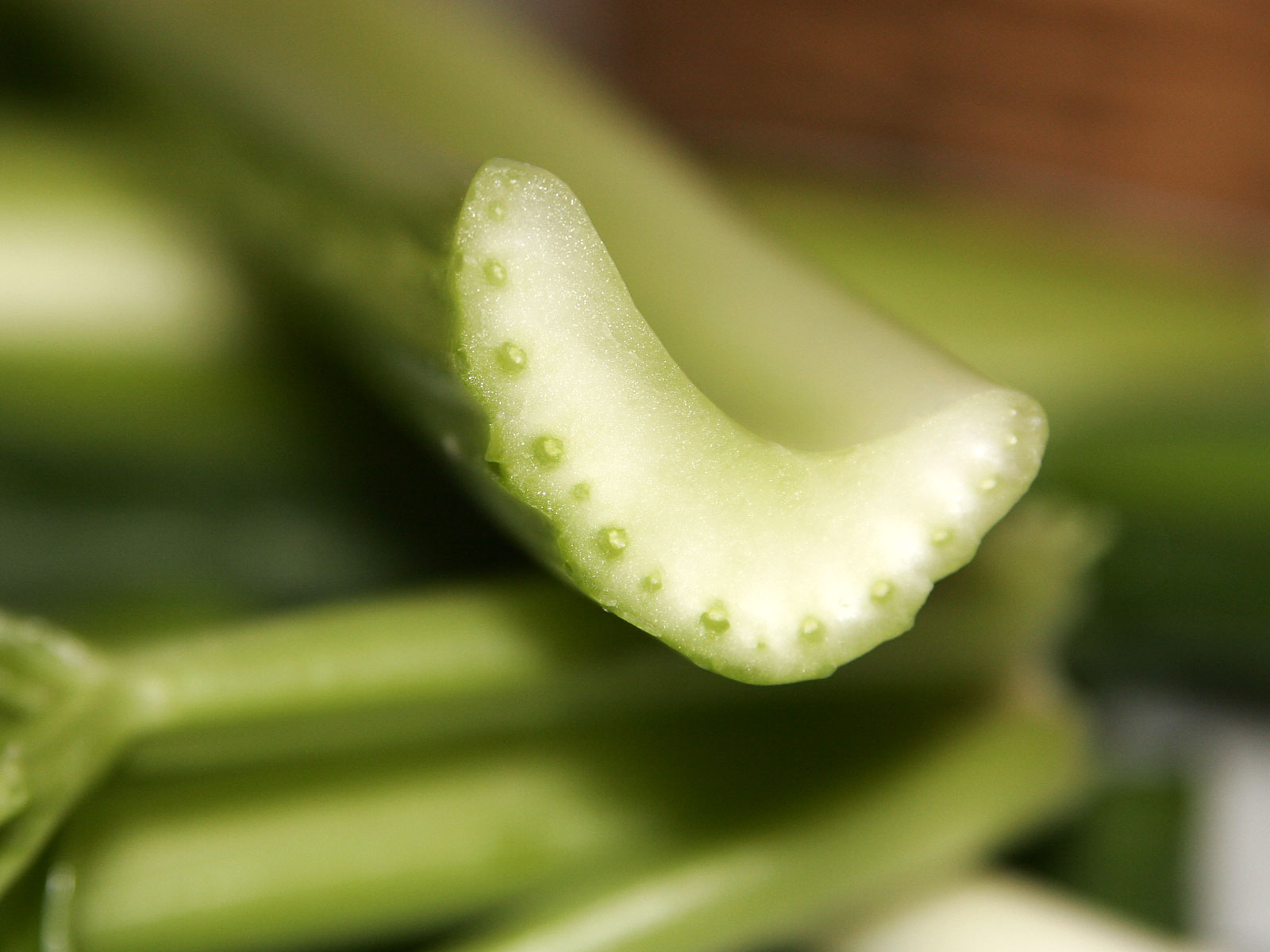
茎断面

芹菜是一年或二年生草本，喜凉爽气候，常秋天播种，冬天或初春采食。
株高约50～80厘米。中国品种植株较小，茎一般都在手指粗细，茎部中空，叶柄发达，中空或实，绿白或绿黄色，有特殊香味，主供炒食、煮汤、调味；西洋芹莖部粗壯，叶柄实心肥厚，茎部叶柄均清脆多汁，常生食、打汁。
基出叶为二回羽状复叶，幼株的叶片亦可食用；複繖形花序，白色小花。根呈鬚状。

## 历史
芹菜作為蔬菜食用历史悠久。西汉时由张骞從西域传入中国。在香港常可買到西芹和中國旱芹菜。

## 用途
可以降低血壓，減輕肌肉痙攣以及促進食慾。對關節炎、痛風及腎臟問題有益處。可當作利尿劑、抗氧化劑以及鎮靜劑。近代營養師多建議食西芹有助降血脂、防心腦血管病，而且西芹作為食物易儲易用，廣受華人接受。
尽管确实是一种合适的减肥食材，但西芹曾被错误地看作一種“負熱量食物”。事实上，食用西芹依然可以提供净正卡路里摄入，消化西芹中的纖維的确需要耗费能量，但并不足以抵消其带来的摄入量。
香芹因其抗氧化物，包括类黄酮、类胡萝卜素和维生素C，也被证明具有抗炎作用。
西芹的種子可製成芹鹽。

## 烹飪法

### 中式
中式熟食有做餡、芹菜餃、芹菜肉絲炒苦瓜、腰果炒西芹、芹菜炒干絲等等。

### 西方
西式生食有：以西芹做其中一種沙律材料。亦可搾汁（如西芹雪梨汁、五青汁）或以果汁機做蔬果露。
熟食则有雜菜或煲湯（西芹湯﹑薯仔西芹洋葱忌廉湯）等。

## 种植

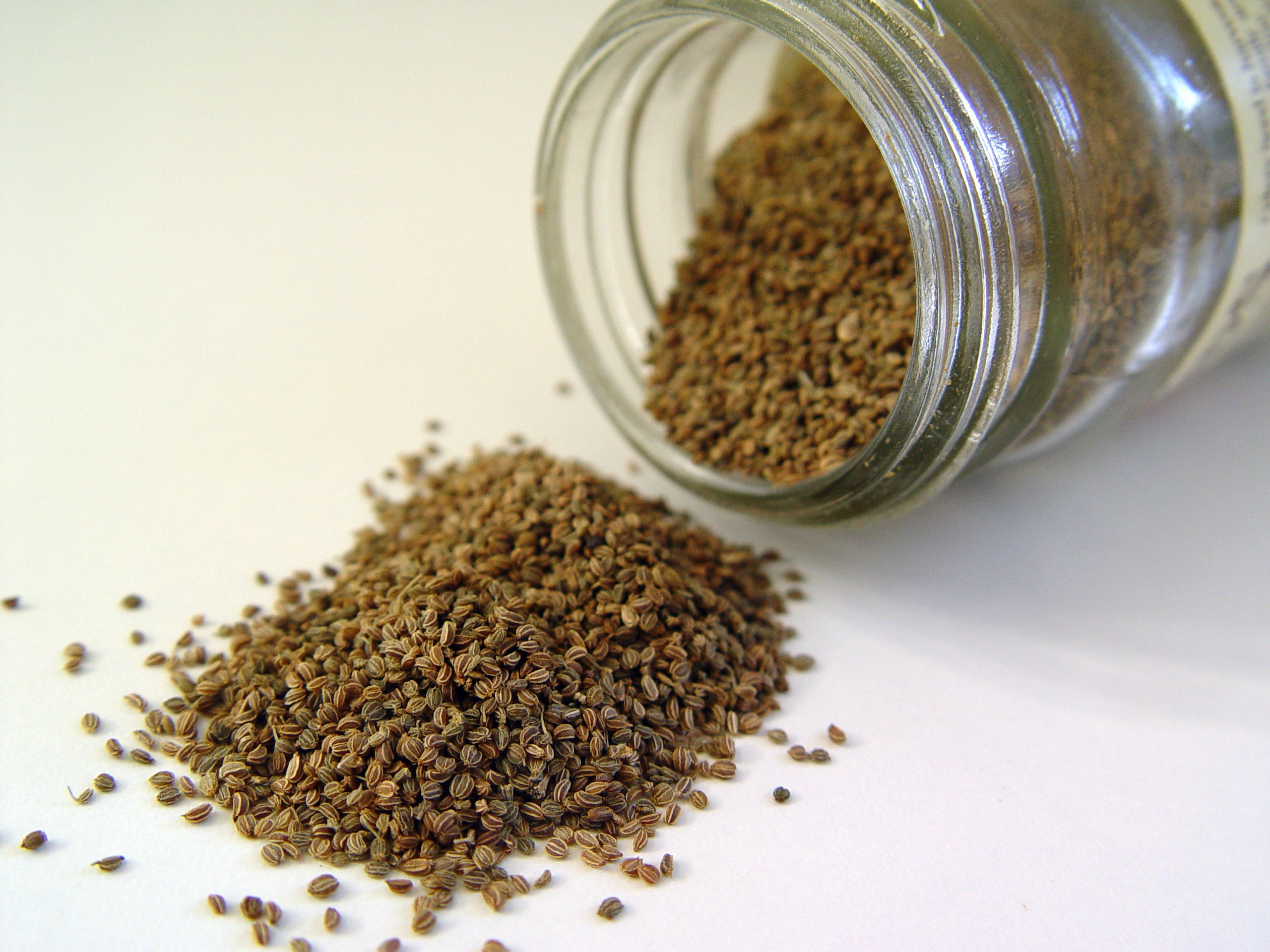
种子

芹菜每年六月开始播种，一星期左右就可出苗，经过六十天左右生长，就可以食用。芹菜的开花期为七月至十一月，花朵细小呈白色，里面可找到种子。芹菜耐寒不喜高温，最佳温度在15到20摄氏度之间。

## 延伸阅读
[在维基数据编辑]
 《欽定古今圖書集成·博物彙編·草木典·芹部》，出自陈梦雷《古今圖書集成》

## 外部連結
- Barbagallo, Tricia.  (PDF). New York Archives. 1 June 2005, 5 (1): 18–22  [13 November 2013]. （原始内容 (PDF)存档于2013年11月13日）.
- Apium graveolens in Plant Resources of Tropical Africa（英语：Plant Resources of Tropical Africa） (PROTA)
- Quality standards （页面存档备份，存于） (in PDF format), from the USDA website